# Třetí svět

Státy považované za země třetího světa (zeleně)

Nynější nejméně rozvinuté země světa podle OSN

Třetí svět je relativně zastaralé[zdroj?] označení používané pro ekonomicky málo rozvinuté čili rozvojové státy světa. Geograficky se v podstatě jednalo o společné označení pro Latinskou Ameriku, Afriku, Blízký Východ, Jižní a Jihovýchodní Asii a Oceánii (bez Austrálie a Nového Zélandu).
Rozdělení zemí na „tři světy“ vzniklo během studené války (autorem pojmu je francouzský demograf Alfred Sauvy), kdy jako „třetí svět“ byly označovány státy, které nepatřily do tzv. prvního světa ani do tzv. druhého světa, tzn. ani mezi země západního bloku (kapitalistické státy), ani země socialistického bloku. Lze zjednodušeně říci, že zatímco první svět označoval „Západ“, druhý svět byl „Východ“ a třetí svět byl globální „Jih“.
O tom, nakolik je označení vhodné, se diskutuje. Přesto označení „třetí svět“ přijaly mnohé rozvojové země, zejména ty, které jsou členy Hnutí nezúčastněných zemí, jež vzniklo v roce 1961 jako reakce na polarizaci světa během studené války.
Stalo se stereotypem odkazovat na ekonomicky málo rozvinuté země jako na „země třetího světa“ (ačkoliv některé neutrální země prosperovaly a byly vyspělé). Od konce studené války se pojem používal stále méně a začal se nahrazovat například pojmem „nejméně rozvinuté země“, který ale označuje mnohem užší skupinu států, případně již zmíněný „globální Jih“.[zdroj?]